# Masacre de la escuela Al-Sardi
La masacre de la escuela Al-Sardi fue un ataque aéreo llevado a cabo el 6 de junio de 2024, por las Fuerzas de Defensa de Israel (FDI) contra una escuela gestionada por la Agencia de Naciones Unidas para los Refugiados de Palestina en Oriente Próximo (UNRWA) que albergaba a unas 6000 personas desplazadas en el campo de refugiados de Nuseirat.  En el ataque murieron al menos treinta y tres personas, incluidos nueve niños y tres mujeres, e hiriendo a otras 74 personas, entre las que hay veintitrés niños. La UNRWA reportó al menos 35 muertos.
Las FDI dijeron que atacaron a militantes de Hamás, supuestamente presentes en la escuela, pero no proporcionaron ninguna evidencia para respaldar dicha afirmación. Israel dijo que mató a entre 20 y 30 militantes y nombró a 17 personas que, según dijo, eran militantes de Hamás. Ocho de estos nombres no coincidían con los registros del hospital, y uno de ellos se refería a un niño de ocho años.
Según una investigación llevada a cabo por la CNN en el ataque se utilizaron bombas de fabricación estadounidense GBU-39.

## Antecedentes
Después de que Israel emitiera una serie de órdenes de evacuación de la Franja de Gaza durante la guerra entre Israel y Gaza, los habitantes de muchas áreas de Gaza se vieron obligados a abandonar su hogares y huir de los combates y del avance del Ejército israelí, muchos de los refugiados huyeron principalmente a Rafah. Ciudad que se volvió densa y superpoblada, con más de 1,4 millones de civiles refugiados en la zona. Sin embargo, cuando Israel invadió la ciudad, ordenó la evacuación también de los barrios orientales. Se estima que 950 000 civiles huyeron y se dirigieron a otras partes del sur de Gaza consideradas seguras, incluido el oeste de Rafah.
Antes del inicio de la guerra la UNRWA dirigía unas 300 escuelas en la Franja de Gaza hasta que se suspendieron todos los programas educativos tras el ataque del 7 de octubre y la respuesta israelí. Muchas de estas escuelas se han transformado en centros de refugiados para los habitantes de Gaza que huyeron de sus hogares y de los combates. Unos 6000 refugiados habían buscado refugio en la escuela de Al-Sardi.
El 24 de mayo de 2024, la Corte Internacional de Justicia exigió a Israel que detenga inmediatamente su ofensiva militar en la ciudad de Rafah, en la Franja de Gaza. Así mismo, le ordenó que tome «medidas efectivas» para garantizar «el acceso sin obstáculos a la Franja de Gaza a cualquier comisión de investigación, misión u organismo de investigación encargado por los órganos competentes de la ONU para investigar acusaciones de genocidio». También ordenó «mantener abierto el cruce de Rafah para el acceso de la ayuda humanitaria a la Franja». El Euro-Med Monitor informó que desde que se emitió la orden, Israel había lanzado más de sesenta ataques aéreos contra la ciudad en 48 horas. La orden fue ampliamente interpretada como que obligaba a Israel a detener la ofensiva contra la ciudad de Rafah llena de refugiados y la Unión Europea dijo que Israel estaba violando la orden al continuar con la ofensiva.
La noche del 26 de mayo, unas cincuenta personas murieron y más de doscientas resultaron heridas en un bombardeo israelí contra un campamento de refugiados en el noroeste de Rafah. Al menos veintitrés de las víctimas eran mujeres y niños. Según la Agencia WAFA, Israel lanzó alrededor de ocho misiles contra un gran número de tiendas de campaña de un campamento recién establecido en el noroeste de Rafah y lleno de miles de desplazados que se encontraba cerca de los almacenes de la UNRWA. La mayoría de las víctimas murieron carbonizadas en un incendio provocado por el ataque israelí.
El 28 de ese mismo mes, un nuevo ataque israelí contra un campamento de tiendas de refugiados, en este caso en la denominada zona segura de al-Mawasi, mató a veintiuna personas, al menos trece de las cuales eran mujeres. Otros siete desplazados murieron en otro bombardeo israelí contra tiendas de campaña al oeste de Rafah.

## Bombardeo
El 6 de junio de 2024, aproximadamente a las 2 a .m ., Las fuerzas israelíes atacaron con dos misiles las aulas del piso superior de la escuela Al-Sardi en el campo de refugiados de Nuseirat. El ataque se llevó a cabo después de que el ejército llevara a cabo nuevos ataques terrestres y aéreos contra varios campos de refugiados en el centro de Gaza. La UNRWA dijo que 6000 refugiados palestinos se refugiaban en la escuela en el momento del ataque. Desde el inicio de la guerra, más de 180 edificios de agencias de la ONU han sido atacados y más de 450 personas desplazadas han muerto en esas instalaciones.
El Ejército israelí reconoció la autoría del ataque y lo justificó diciendo que en la escuela se escondían «terroristas» tanto de Hamás como de la Yihad Islámica Palestina «que participaron en el ataque asesino contra comunidades del sur de Israel del 7 de octubre, que fueron eliminados», y que el recinto de la ONU pertenecía a la fuerza Nukhba.
Un análisis de CNN de un video de la escena y una revisión realizada por un experto en armas explosivas encontró que en el ataque a la escuela se utilizaron municiones fabricadas en Estados Unidos. CNN identificó fragmentos de al menos dos bombas de pequeño diámetro (SDB) GBU-39 de fabricación estadounidense en un vídeo filmado en el lugar por un periodista que trabaja para CNN. Anteriormente, la cadena estadounidense verificó el uso de armas de fabricación estadounidense en el mortal ataque del ejército israelí que provocó la masacre de Tel al-Sultan.
Según The Washington Post, los expertos en armas identificaron las bombas utilizadas en el ataque como la GBU-39 de fabricación estadounidense. Los fragmentos visibles en imágenes confirmadas de la escena definen un código de jaula, o secuencia de cinco caracteres, utilizado para identificar a los traficantes que venden armas al gobierno de Estados Unidos. El código «81873» conectaba este fragmento con Woodward HRT, un fabricante de armas registrado en Valencia, California.Anteriormente, un informe del Departamento de Estado de Estados Unidos decía que era «razonable evaluar» que Israel violó el derecho internacional al utilizar armas estadounidenses en sus operaciones militares en Gaza, pero señaló que Estados Unidos «no tenía información completa para verificar»  si las armas fabricadas en Estados Unidos «fueron utilizadas específicamente» en presuntas violaciones del derecho internacional humanitario.

## Víctimas
Los muertos y heridos fueron trasladados inmediatamente al hospital Shuhada al-Aqsa en la cercana ciudad de Deir al-Balah, que según el New York Times se vio abrumado por el caos mientras luchaba por hacer frente a las víctimas. Según testigos presenciales, las mujeres y las niñas dormían en habitaciones separadas de las habitaciones atacadas que se utilizaban para albergar a hombres y niños. La estimación inicial del Ministerio de Salud de Gaza y las autoridades del hospital de Al Aqsa era que este ataque dejó al menos cuarenta muertos, incluidos catorce niños y nueve mujeres y 74 personas heridas, entre ellas veintitrés niños. El Hospital Morgue modificó posteriormente el número de víctimas del ataque a tres mujeres, nueve niños y veintiún hombres. Estas cifras fueron posteriormente verificadas por un testigo entrevistado por The Guardian. A un periodista de Associated Press se le permitió confirmar el recuento de los cadáveres, pero no mirar debajo de los sudarios. Al menos uno de los hombres asesinados era un anciano. Dos de los niños que murieron, fallecieron junto con sus madres. Muchos de los muertos habían sido volados en pedazos y NPR documentó una bolsa en la morgue que contenía partes de cinco niños muertos.
Los equipos de rescate afirmaron que sólo recuperaron los cuerpos de civiles del lugar. Por el contrario, el contralmirante Daniel Hagari, portavoz de las FDI, afirmó que se trataba de un «ataque de precisión» basado en información de inteligencia y que los militantes estaban planeando y llevando a cabo ataques desde el interior de tres aulas que fueron atacadas específicamente después de que se confirmó que no había mujeres ni niños dentro. Las FDI publicaron los nombres de diecisiete presuntos militantes que dijeron haber matado. No se presentaron más pruebas para fundamentar dicha afirmación. Ocho de los nombres proporcionados por Israel en realidad no coinciden con los registros hospitalarios y uno de los «combatientes identificados» era en realidad un niño de 8 años. En respuesta, el New York Times señaló que tanto los testigos como el personal médico indicaron decenas de víctimas civiles.
Ismail Al-Thawabta, director general de la Oficina de Medios del Gobierno, negó la afirmación de Israel de que la escuela tenía un puesto de mando oculto para Hamás y dijo a Reuters que los ocupantes utilizan «historias falsas fabricadas para justificar el brutal crimen que llevaron a cabo contra docenas de personas desplazadas». También dijo que el número de muertos y heridos que ingresaron al Hospital Al-Aqsa era tres veces la capacidad clínica del establecimiento sanitario.
Un niño que sobrevivió al ataque declaró: «¿Qué hicimos? No había gente armada en la escuela. Había niños jugando. Jugamos juntos... ¿Por qué nos bombardearon?» Las familias afirmaron que no recibieron ninguna advertencia previa antes del ataque y una mujer afirmó: «Fuimos a centros de evacuación administrados por las Naciones Unidas para brindarnos cierta protección, pero nos atacaron». En un comunicado, Oxfam afirmó: «Decenas de personas, incluidos niños, fueron asesinadas mientras dormían».

## Reacciones
- El secretario general de la ONU, António Guterres, condenó la masacre y dijo que «las instalaciones de la ONU son inviolables».[11]
- Estados Unidos pidió a Israel que muestre total «transparencia» sobre el incidente.[11] El Departamento de Estado de Estados Unidos dijo que el ataque israelí no cruzó la llamada «línea roja» del presidente estadounidense, Joe Biden, ni una operación a gran escala en Rafah.[42]
- Philippe Lazzarini, comisario general de URNWA, recordó que «atacar, establecer como objetivo o utilizar edificios de la ONU con propósito militar suponen ignorar indisimuladamente el derecho internacional humanitario. El personal, las instalaciones y las operaciones de la ONU deben ser protegidas en todo momento». Por su parte, Oxfam pidió a los líderes del mundo que «impidan que Israel continúe con esta carnicería y dejen de proporcionarles el apoyo político para hacerlo».[43]
- Ismail Al-Thawabta, director de la Oficina de Medios de Gaza, dijo a los periodistas: «Esta terrible masacre llevada a cabo por los ocupantes israelíes, es una clara evidencia de genocidio, es la limpieza étnica contra civiles, incluidos mujeres y niños, y refugiados en la Franja de Gaza».[37]
- El alto representante de la Unión Europea para Asuntos Exteriores y Política de Seguridad, Josep Borrell, señaló en la red social X que «Los informes que llegan de Gaza muestran una y otra vez que la violencia y el sufrimiento siguen siendo la única realidad para cientos de miles de civiles inocentes. Esta terrible noticia debe ser investigada de forma independiente, de acuerdo con la última orden de la Corte Internacional de Justicia».[44]